# Thomas von Schröer
Thomas von Schröer (ur. 14 grudnia 1588 w Prudniku, zm. 6 stycznia 1641 we Wrocławiu) – niemiecki prawnik i poeta.

## Życiorys
Urodził się 14 grudnia 1588 w Prudniku w księstwie opolsko-raciborskim jako syn piekarza Martina Schröera. Po ukończeniu liceum we Wrocławiu studiował w Wittenberdze i Lipsku. Do Wrocławia powrócił w 1613. Wówczas został prawnikiem, urzędnikiem i sekretarzem rady. Został szlachcicem. Zmarł 6 stycznia 1641 we Wrocławiu i został pochowany w bazylice św. Elżbiety.

## Dzieła
- „Fried-Ehren-Thron” lub „Die Ehrenpfort”, 1620
- Institutiones Tutorum et Curatorum Germanicae, Frankfurt/Lipsk 1666